# L7 (gruppo musicale)
Le L7 sono un gruppo musicale statunitense formatosi nel 1985 a Los Angeles, California, di genere punk e alternative metal. Musicalmente accostate alla cosiddetta scena 'grunge', specie a Soundgarden e Nirvana, pur senza la stessa fortuna commerciale, sono tra le massime protagoniste del rock degli anni Novanta, headliners nei principali festival di tutto il mondo.
Secondo la definizione data dalla stessa band, le L7 si considerano "punk che suonano hard rock", "una miscela di metal, punk, blues con un po' di melodia".
Tra le influenze musicali della band si annoverano Ramones, Frightwig, Stooges e Motorhead.

## Storia e produzione musicale
Il gruppo nasce a Los Angeles a metà degli anni ottanta, dall'incontro tra Suzi Gardner e Donita Sparks, entrambe cantanti e chitarriste attive nella comunità Art punk di Echo Park. Le due si conoscono nel 1984 grazie a conoscenze comuni nell'ambiente del LA Weekly. Sparks descrive quello dell'incontro e dell'ascolto dei pezzi di Gardner come 'uno dei giorni più felici della mia vita', data l'affinità musicale e creativa.. Gardner, attiva al tempo anche come poeta, è stata corista in Slip it in dei Black Flag.
Le due cominciano ad esibirsi a Los Angeles in diversi locali punk e metal, e, dopo una serie di cambi alla sezione ritmica, la band trova la propria strada e il proprio suono con l'arrivo, nel 1986, della bassista Jennifer Finch (già nelle Sugar Baby Doll con Courtney Love e Kat Bjelland) e, nel 1989, della batterista Demetra 'Dee' Plakas, presente dal secondo disco. Il drumming della Plakas si rivelerà di cruciale importanza per il suono e la stabilità della band
Il lavoro di debutto è l'album omonimo L7 (Epitaph, 1988) che combina metal e punk, dopo il quale la band comincia un lungo periodo on the road.
Segue Smell the Magic (Sub Pop, 1991), che ottiene ottimo riconoscimento di critica e pubblico, grazie anche traino al singolo Shove.
Nello stesso anno la band organizza, incoraggiata da Sue Cummings, music editor di LA Weekly, e supportata dalla Feminist Majority Foundation, la manifestazione Rock for Choice (1991-2001) a sostegno del diritto di aborto. Le varie edizioni vedono la partecipazione di molte importanti band dell'epoca, tra cui Nirvana, Hole, Pearl Jam, Neil Young, Soundgarden, Rage against the machine.
Esce poi Bricks are Heavy (Slash/Reprise, 1992), l'album più noto della band, prodotto da Butch Vig. Il singolo di traino, Pretend we're dead, il cui video è trasmesso da MTV, ottiene ottimi piazzamenti nelle classifiche USA e UK e viene inserito dalla rivista Paste al 21º posto nella classifica delle migliori 50 canzoni grunge. Il brano Shitlist, contenuto nell'album, verrà inserito nella colonna sonora del film Natural Born Killers di Oliver Stone, prodotta e curata da Trent Reznor. Il disco ottiene un ottimo successo di critica e di pubblico e viene inserito dalla rivista Rolling Stones tra gli essenziali del decennio
In autunno la band parte come supporter per il tour europeo dei Faith No More.
Nel 1993 la band si esibisce in Brasile, davanti ad una folla oceanica ed entusiasta al festival Rock Hollywood. Durante lo storico concerto a Rio de Janeiro, la tv brasiliana riprende Kurt Cobain e Courtney Love che assistono al concerto dal palco. In line up, oltre a L7, Nirvana e Hole, ci sono Alice in Chains e Red Hot Chili Peppers.
In luglio la popolare rivista musicale Spin mette le L7 in copertina e dedica loro un articolo, in cui l'autore Renée Crist le descrive così: "four of the funniest, meanest, strongest, coolest, most pissed-off women I know", nonché "wild, rambunctious, spontaneous", con uno show che è "a wash of buddy love, crowd working, and acrobatics".
Esce poi l'album Hungry for Stink (1994) che raggiunge la posizione n.117 di Billboard 200. Il singolo estratto, Andres, ottiene buoni piazzamenti in USA e UK. Tra le live band più rispettate del periodo, in estate le L7 sono sul palco principale del Lollapalooza con Smashing Pumpkins, Beastie Boys, George Clinton & the P.Funk All-Stars, The Breeders, A Tribe Called Quest, Nick Cave and the Bad Seeds, Boredoms.
Nello stesso anno il regista John Waters coinvolge la band nel film Serial Mom: il gruppo si esibisce con lo pseudonimo di Camel Lips.
Nel 1995 la band è colpita da un grave lutto: il roadie del gruppo, Umbar, muore durante il tour inglese.
In seguito, le L7 compaiono in Not Bad For a Girl, premiato come Best Documentary al New York Underground Film Festival (1996).
Nel 1996, durante la registrazione del disco The Beauty Process: Triple Platinum, Jennifer Finch lascia il gruppo.
Sostituita temporaneamente da Sparks e Greta Brinkman, viene rimpiazzata per i successivi concerti da Gail Greenwood, ex Belly, a sua volta sostituita da Janis Tanaka.
Nel 1997 la band inglese The Prodigy propone, per il suo album The fat of the land, una cover del brano Fuel my Fire, a sua volta ispirato a Lost Cause degli australiani Cosmic Psychos.
Le L7 prendono parte inoltre al film-concerto The Beauty Process che Krist Novoselic, già bassista dei Nirvana, gira proprio nel 1998.
Nel 1999 esce il sesto album in studio della band, Slap-Happy e la band partecipa al Warped Tour.
Nel 2000 esce la raccolta Best of L7: The Slash Years.
Seguono quindici anni di sostanziale inattività: senza etichetta e senza management, in calo di popolarità, la band non ha le risorse per andare avanti, come spiega Suzi Gardner: «La gente crede che basti essere sulla copertina di Spin Magazine per guadagnare denaro a palate, ma finché non vendi un’infinità di dischi, sei soltanto un povero lavoratore al meglio delle sue possibilità»
In seguito alla creazione, nel 2012, di una pagina social dedicata alla band, si riaccendono l'interesse della vecchia fanbase e la curiosità di nuovo pubblico, fattori che spingono le L7 alla reunion con una tournée mondiale nel 2014.
Grazie ad una campagna di crowfunding, nel 2017 esce il documentario Pretend we're dead diretto dalla regista Sarah Price, che ripercorre la storia della band con ricordi, aneddoti, foto, video girati in studio e in tour.
Nel 2019 esce l'album Scatter the rats (Blackheart Records, etichetta di Joan Jett), che ottiene buone recensioni dalla critica.
Il processo di storicizzazione e rivalutazione degli anni Novanta coinvolge anche la scena musicale e con essa l'importanza musicale e culturale di una band come le L7, inserite dalla rivista musicale Kerrang tra le 10 band più influenti della scena rock, punk e metal, con particolare menzione alla resa nelle performances dal vivo

## L7, femminismo e movimentoriot grrrl
Negli anni Novanta, per convenzione, i media tendevano a definire tutte le band composte da donne come riot grrrls: In realtà, oltre alle fondamentali differenze musicali esistenti tra le varie band, c'erano sostanziali differenze di attitudine e background, che Sparks non ha mai mancato di sottolineare. Prima fra tutte, la necessità di fare musica, e non l'attivismo politico, come motivazione fondante per l'attività della band: "Non eravamo una band da college con una agenda politica, avevamo dei lavori di merda ed eravamo una band di strada, volevamo fare musica". Da qui anche l'esasperazione di fronte ad interviste focalizzate sull'essere una band di sole donne, e la reticenza ad accettare di essere inserite in narrazioni sulle 'donne del rock'. È tuttavia bene chiarire che, interpellata sul punto, Sparks non abbia mai esitato a definirsi femminista, né la band si è mai tirata indietro nel prendere posizione su questioni relative ai diritti delle donne.

## Aneddoti e curiosità
Il nome della band viene dall'espressione Hell's Heaven, slang anni Cinquanta che, accompagnato da un gesto con le mani a delineare un quadrato tra le dita indice e pollice, indica una persona rigida, impacciata o di scarsa compagnia. Tale slang si trova nella canzone Woolly Bully di Sam the Sham and the Pharaohs (1965): «Don't you be L7, come and learn to dance». Sparks ha spesso ribadito che la scelta è stata guidata dalla volontà di avere un nome gender neutral, ovvero senza connotazioni di genere.
Nel 1992 la band è sul palco del Reading Festival (UK). L'esibizione è funestata da problemi tecnici e Donita Sparks, infastidita dal pubblico che tira palle di fango, si sfila l'assorbente e lo lancia sul pubblico urlando «Eat my tampon, fuckers»: l'episodio diverrà noto come 'tampon incident'.
Nello stesso anno la band è ospite del programma televisivo The Word (UK). Durante l'esecuzione di Pretend we're dead, Donita Sparks si abbassa i pantaloni. L'inattesa nudità full frontal suscita un certo scandalo e rimane nella storia del programma
La opening track dell'album Bricks are heavy, Wargasm, contiene un urlo di Yoko Ono, la quale, nel dare il suo permesso per il campionamento, augura alla band di ottenere il meritato successo.
Durante le registrazioni di Bricks are heavy, nello stesso edificio stanno registrando i Motley Crue e il batterista Tommy Lee invita la band nel loro studio, che è tappezzato di immagini pornografiche. Per tutta risposta, le L7 ricambiano l'invito e fanno tappezzare il loro studio con nudi maschili. L'incontro è citato nel documentario Pretend we're dead.
Il brano Lorenza, Giada, Alessandra contenuto nell'album The Beauty process è dedicato a tre giovanissime e scatenate fans italiane conosciute durante un concerto e invitate sul palco per una jam session.
Lemmy Kilmister, leggendario leader dei Motorhead nonché estimatore della band fin dai tempi di Smell The Magic, nel 1997 intervista Donita, Demetra e Suzi per la rivista Request Magazine.

## Formazione
- Donita Sparks - voce, chitarra (1985-)
- Suzi Gardner - voce, chitarra (1985-)
- Jennifer Finch - basso (1986-1996; 2014-)
- Demetra Plakas - batteria (1989-)
- Gail Greenwood – basso (1996-1999)
- Janis Tanaka (2000)
- Roy Koutsky – batteria (1987-1988)

## Discografia parziale

### Album di studio
- 1988 – L7
- 1991 - Smell the magic
- 1992 – Bricks are Heavy
- 1994 – Hungry for Stink
- 1996 – The Beauty Process: Triple Platinum
- 1999 – Slap-Happy
- 2016 – Wireless
- 2018 – Detroit
- 2019 – Scatter the Rats

### Album dal vivo
- 1998 – Live: Omaha to Osaka
- 2014 – Hollywood Palladium

### Raccolte
- 2000 – The Best of L7: The Slash Years
- 2016 – Fast and Frightening

### EP
- 1990 – Smell the Magic

### Singoli
- 1990 – Shove
- 1992 – Pretend We're Dead
- 1992 – Everglade
- 1994 – Andres
- 1997 – Drama
- 1997 – Off the Wagon
- 2017 - Dispatch From Mar-a-Lago
- 2018 - I Came Back to Bitch